# Kostel svatého Jakuba Většího (Dolní Lánov)
Kostel svatého Jakuba Většího je filiální kostel v obci Dolní Lánov.

## Historie

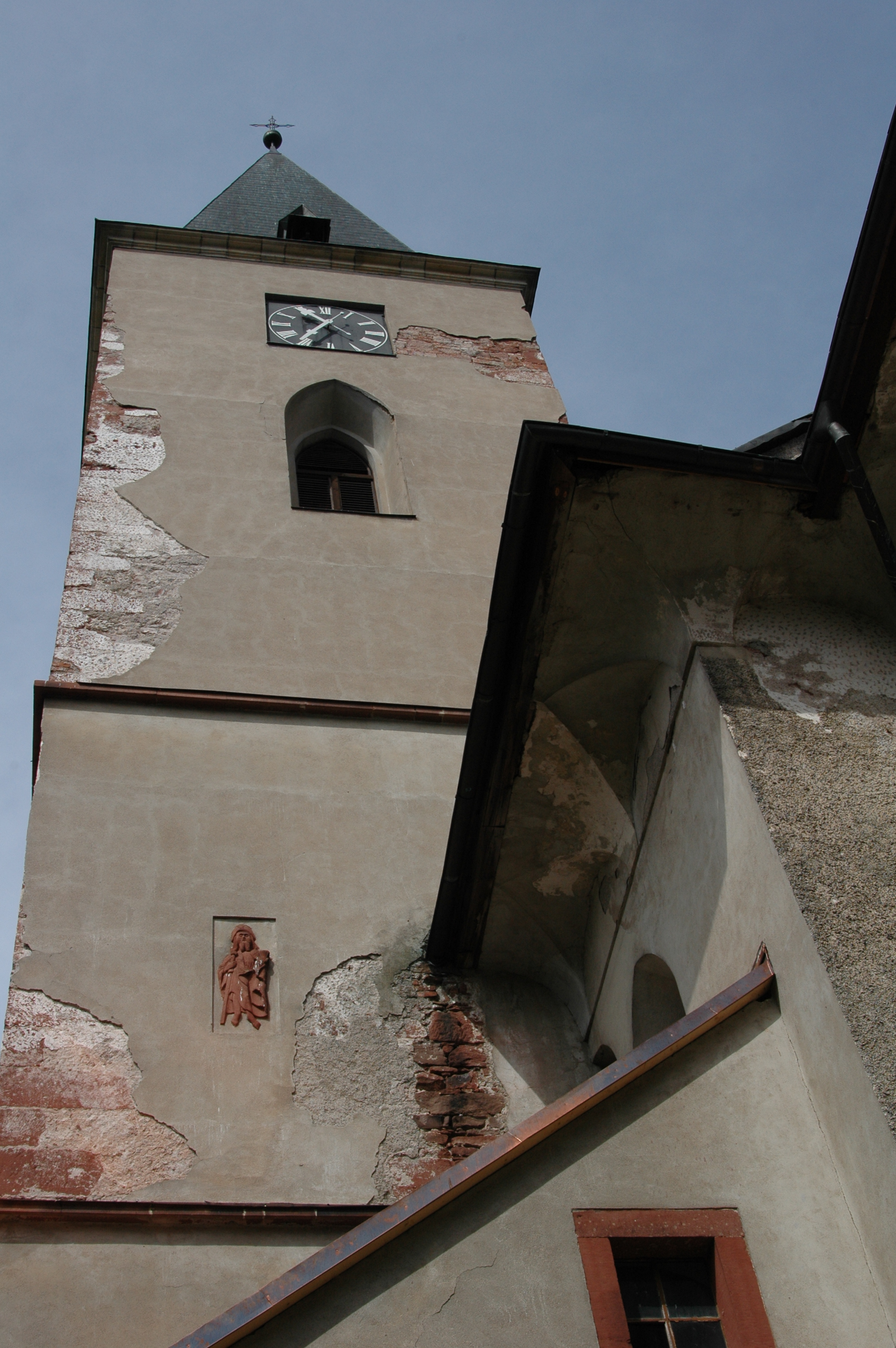
Věž kostela

V Dolním Lánově vznikla v letech 1511 až 1518 utrakvistická kaple. Z ní se dochoval pouze presbytář a sakristie. V letech 1599 až 1603 proběhla přestavba a dostavba podle projektu architekta Carla Valmadiho. Na počátku 17. století zde působil luteránský pastor Valerián Bayer. V roce 1634 přešel kostel pod katolickou církev. Roku 1832 byly z jižní strany věže odstraněny sluneční hodiny.
Od roku 2003 začaly systematické práce na opravě kostela. O rok později byl na věž kostela umístěn vysílač firmy Vodafone.

## Popis
Pozdněgotický trojlodní kostel s renesanční přestavbou stojí na vyvýšeném návrší při západním okraji obce. Vlastní trojlodí kostela nenavazuje přímo na osu presbytáře, ale jeho osa je posunuta o 1,2 m k severu. Nad sakristií se nachází hraběcí oratoř. Nachází se zde klasicistní hlavní oltář a barokní růžencový oltář.
V interiéru se nachází dvoumanuálové mechanické varhany z roku 1828 od Ignáce Predigera. Roku 1874 byly přestavěny Amandem Hanischem.